# 永寧縣 (龍州)
永寧縣，渤海國所置，屬龍州，遼代改為遷民縣，在今黑龍江省寧安市。該縣縣丞王文矩曾三次奉命聘倭，官政堂省左允、永寧縣丞。文矩善擊球，嫻辭令，悉相術，倭酋授之「正三位」，後使倭進敘「從二位」。